# 도니 오즈먼드
도니 오즈먼드(Donny Osmond, 본명(本名)은 도널드 클라크 오즈먼드(Donald Clark Osmond), 1957년 12월 9일 ~ )는 미국의 남성 싱어송라이터, 편곡가, 음반 프로듀서, 영화배우, 뮤지컬 배우, 무용가, 방송MC, 성우, 텔레비전 연기자, 소설가, 카 레이서이다.

## 생애
1963년 뮤지컬 배우로 첫 데뷔하였고 1971년 보컬 음악 그룹 "오즈먼즈(Osmonds)"의 보컬리스트로 가수 데뷔를 하였으며 이어 같은 해 1971년 솔로 가수로 데뷔를 하였고 1976년 텔레비전 방송MC로 첫 입문하였으며 1978년 미국 영화 《Going coconuts》의 주연으로 영화배우 데뷔하였고 이듬해 1979년 라디오 방송MC로 첫 입문하였으며 이후 1982년 뮤지컬 배우 활동 재개하였고 이듬해 1983년에는 무용가로도 데뷔하였으며 1년 후 1984년에는 소설가로도 첫 등단하였고 1995년 카 레이서(car racer)로도 첫 입문하였다.

## 유명세
그는 보통 대한민국 국내에서는 《This is the moment》라는 노래의 오리지널 원곡 가수로도 널리 잘 알려져 있으며 아울러 그는 보통 대한민국 국내에서는 1968년 이탈리아·영국 합작 영화 《로미오와 줄리엣》의 OST 경음악 연주곡에 영어 가사를 붙인 《A time for us》라는 노래의 오리지널 원곡 가수로도 잘 알려져 있다.